# Парк в пойме реки Битцы
Парк в пойме реки Битцы — рельефный парк в районе Северного Бутова в Юго-Западном административном округе Москвы. Благоустроен в 2018—2019 годах по программе создания комфортной городской среды «Мой район». Общая территория составляет 14,7 гектара.

## Расположение
Парк в пойме реки Битцы вытянут воль водоема и каскада из Верхнего, Малого, Большого и Нижнего Качаловских прудов. Он разделен Бульваром Дмитрия Донского на две части. С севера ограничен Ратной улицей, с юга — улицами Знаменские Садки и Старокачаловской.
Рядом расположены станции «Бульвар Дмитрия Донского» Серпуховско-Тимирязевской линии метро и «Улица Старокачаловская» Бутовской линии.

## История
В XVII веке на территории парка находилась деревня Качалово. Она располагалась по обеим берегам реки Битцы (ранее ее называли Обитцей) в границах улиц Старокачаловская, Ратная и Бульвар Дмитрия Донского. В XIX веке село объединили с соседней деревней Киово, и местность получила название Киово-Качалово.
Известно также, что рядом стоял деревянный храм во имя великомученицы Параскевы Пятницы. Сегодня на его месте построена каменная церковь, восстановление которой завершилось к 1998 году.

## Реконструкция
В 2014 году было проведено благоустройство I очереди парка между Бульваром Дмитрия Донского и улицей Старобитцевская. В ходе работ обновили дорожно-тропиночную сеть, установили новые урны и скамейки. Также на территории появилась современная система уличного освещения, декоративные входные группы, велодорожки и лестницы, которые значительно упростили путь к метро «Бульвар Дмитрия Донского» и Качаловскому кладбищу.
Работа над проектом благоустройства II очереди парка между Бульваром Дмитрия Донского и Куликовской улицей началась в 2017 году. Автором проекта стала архитектурная компания ООО «МЭГЛИ ПРОЕКТ». Главным архитектором выступила Ольга Макаренко.
В 2018 году на портале «Активный гражданин» состоялось голосование по благоустройству парка. В нем приняло участие 1228 москвичей. Из них 93 % поддержало предложенный проект по обустройству территории. Новое рекреационное пространство создано по программе Мэра Москвы «Мой район». Общая площадь обновленной части парка составила 14,7 гектара. Сюда вошла и площадь водных объектов — реки Битцы с Верхним и Малым Качаловскими прудами — она составила 1,6 гектара.
В 2019 году привели в порядок пешеходную зону вдоль Бульвара Дмитрия Донского. На территории появился сухой фонтан, разноцветные качели для детей и взрослых, скамейки в виде мороженого на палочке и урны. Также здесь установили арт-объекты в форме шаров и провели работы по озеленению. В этом же году завершились обустройство спортивного кластера с детской игровой зоной у ЖК «Синяя птица».
В 2019 году все территории были объединены в одно развлекательное пространство.

## Описание

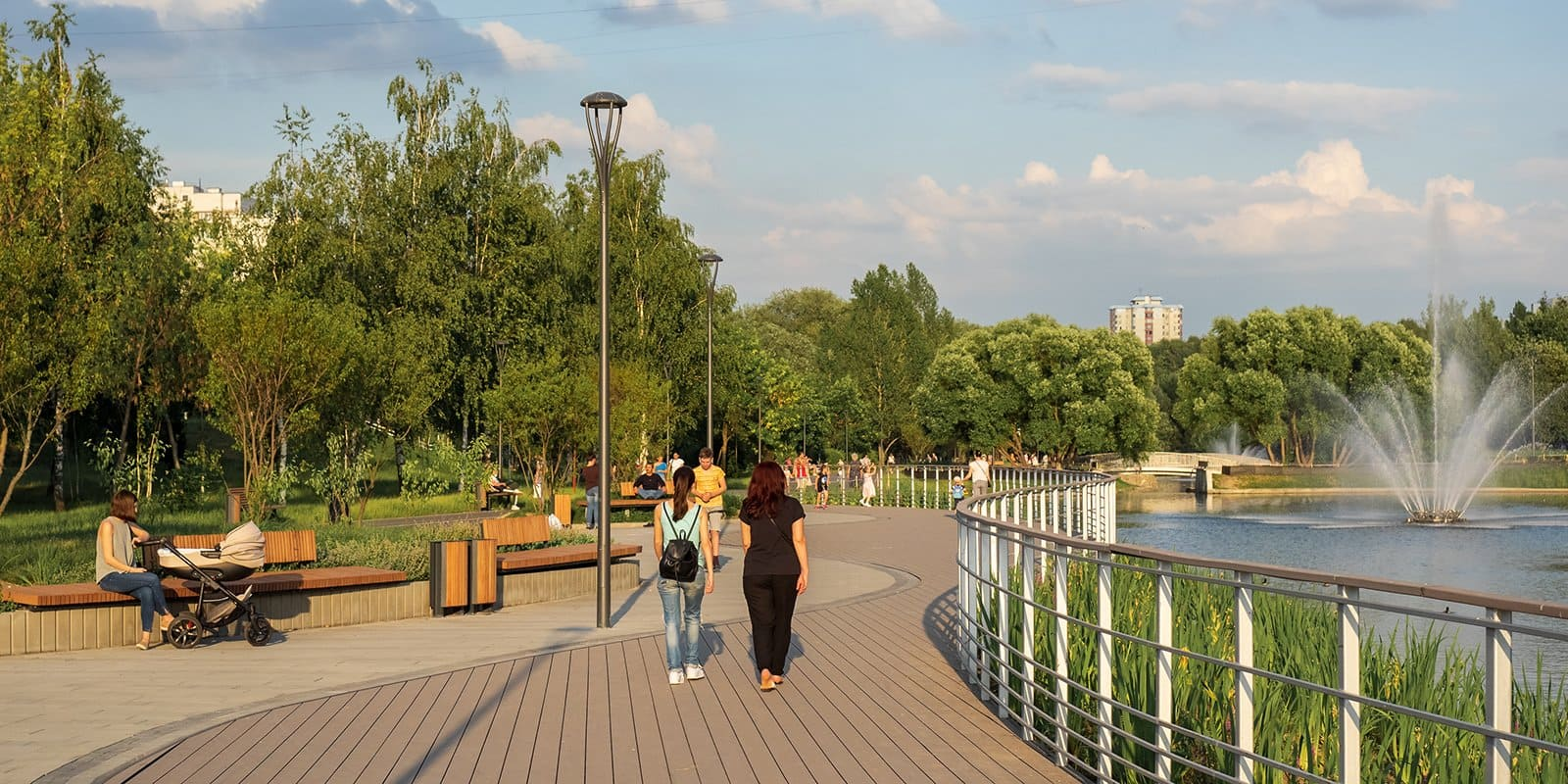
Набережная и зона тихого отдыха в пойме реки Битцы.

Архитекторы назвали парк трехъярусным, поскольку он обладает ярко выраженным рельефом с низинами и холмами. Его главная особенность — каскад Качаловских прудов, а также необычное строение поймы реки Битцы. Многочисленные водные объекты позволили создать набережную и прогулочный маршрут вдоль берега. Его общая протяженность составила 1,5 км. У воды оборудовали четыре деревянных настила с перилами и спуски к воде с местами для тихого отдыха. 
«По просьбе жителей Бутова мы сохранили существующий ландшафт, а в живописный пейзаж органично добавили новые дорожки, настилы у воды, спортивные и культурные площадки. Теперь здесь будет и красиво, и комфортно, и интересно всем отдыхающим от мала до велика», — сказал Мэр Москвы Сергей Собянин.

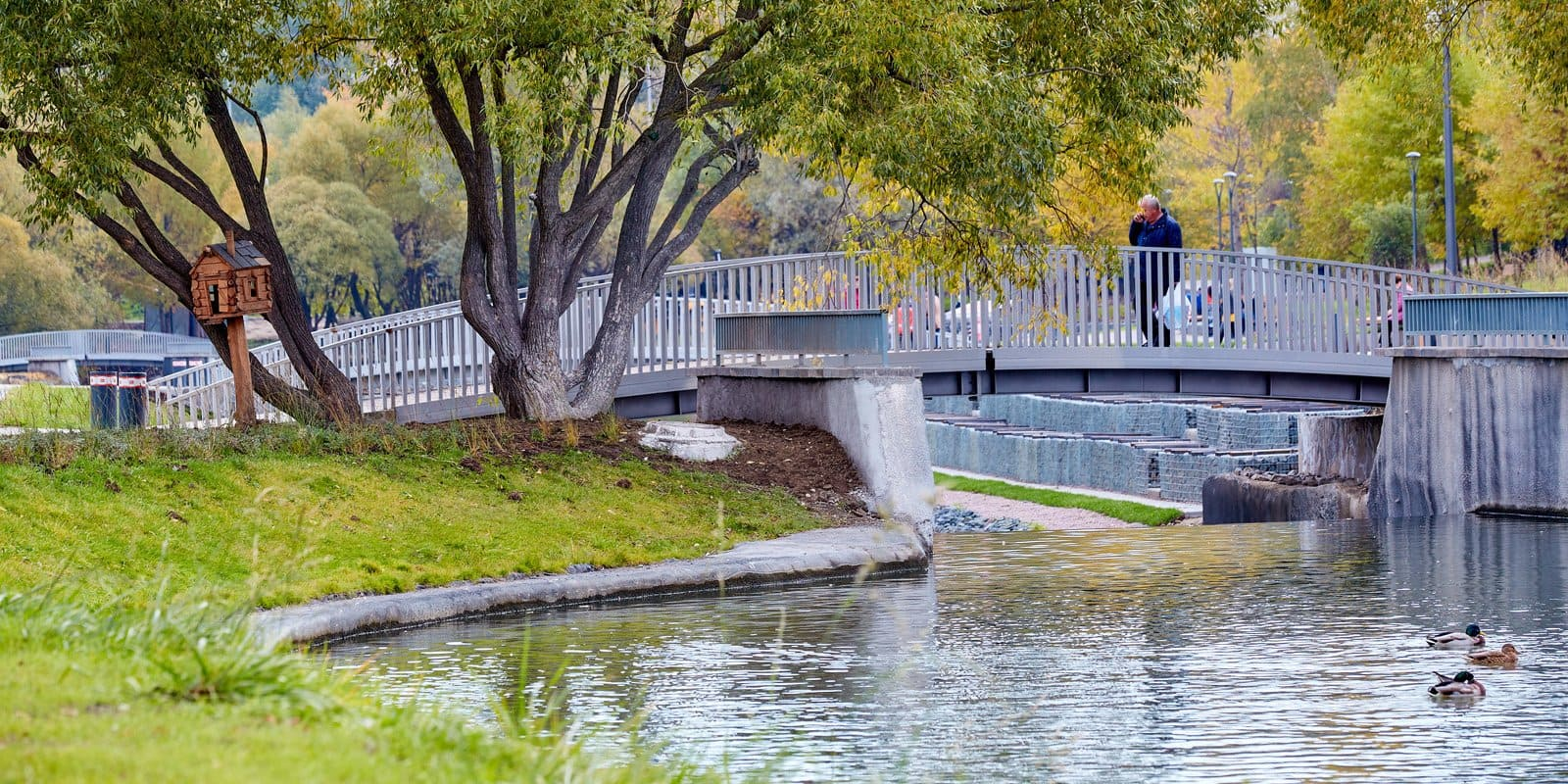
Один из четырех пешеходных мостов на территории парка в пойме реки Битцы.

Мэр города также назвал зеленую территорию в пойме реки Битцы жемчужиной в «ожерелье» 80 московских парков, которые будут созданы или благоустроены в 2018 году.
В парке оборудованы четыре пешеходных моста в форме арки. Они состоят их металлического каркаса с поручнями и замощены каркасной доской. Мосты соединяют берега прудов и формируют транзитные прогулочные маршруты.
Во время комплексного обновления в 2018 году со стороны Ратной улицы оборудовали входную группу в виде овального павильона. Снаружи она оформлена деревянными брусьями. Внутри размещены служебные помещения. Павильон расположен таким образом, чтобы при входе посетителям открывался вид на пруды и береговую линию.
В парке есть санитарные комнаты.

### Детские площадки

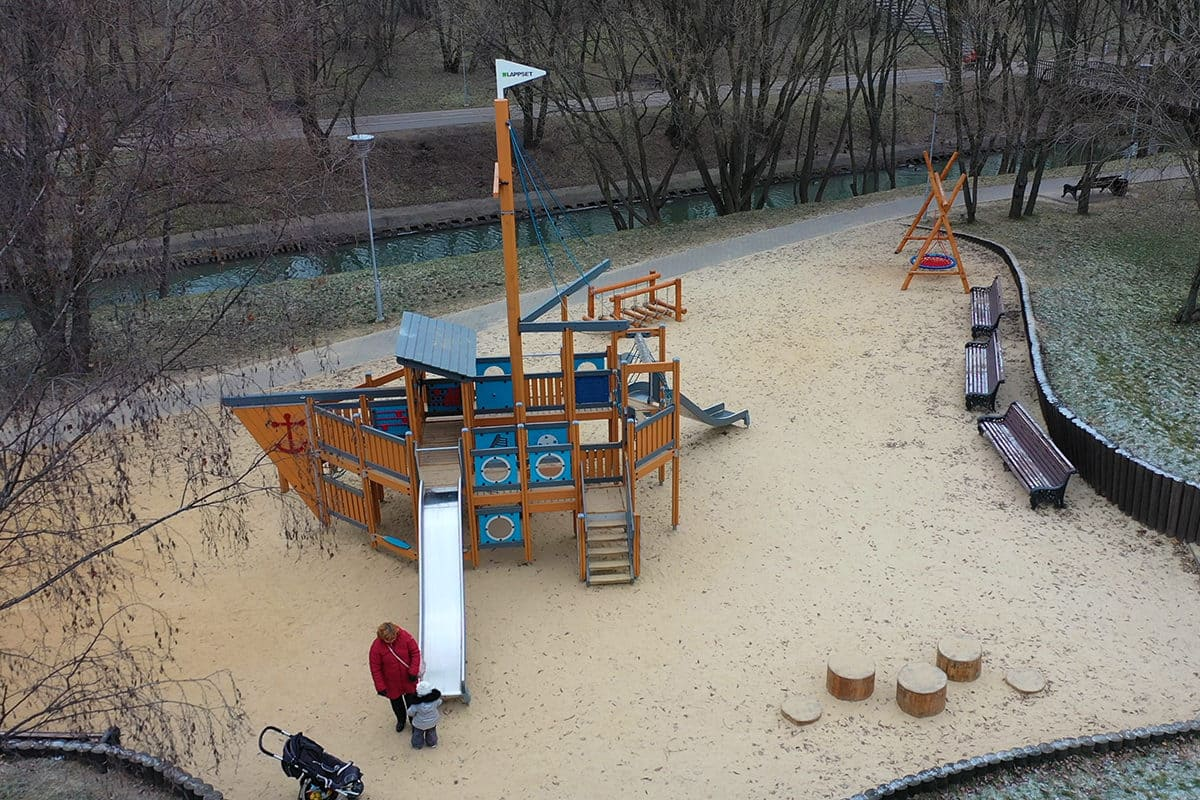
Детская площадка с песком и игровым комплексом в форме корабля.

В 2018—2019 годах существующие детские площадки отремонтировали, а также организовали новые. В западной и восточной частях парка для детей есть несколько развлекательных зон. Основное игровое пространство размером более 1000 м 2 расположено в юго-восточной части. Оно находится рядом с ЖК «Синяя птица» и футбольным полем. Здесь размещены городки в форме самолета и автобуса с канатными сетями для лазания и горками. Рядом также расположена детская площадка в форме крокодила и трехуровневый игровой комплекс с внешней горкой. На территории обустроен комплекс в форме кубов, защищенных металлической сеткой и оборудованных горками. Помимо этого, есть небольшая площадка с музыкальными инструментами. Рядом с модульным памп-треком у водоема находится большая сетка для лазания.
В северной части, ближе к Ратной улице, для малышей обустроен комплекс с горками, качелями, канатными сетями для лазания и мини-скалодромом, а также зона с большой песочницей. Рядом с футбольным полем у Верхнего Качаловского пруда для подростков оборудованы тарзанка, карусели и качели — классические и в форме гнезда.
Ближе к Большому Качаловскому пруду расположено еще одно игровое пространство с песком и детским комплексом в форме корабля.
На юге рядом с Малым Качаловским прудом, ближе к улице Знаменские Садки, находится большой игровой городок с песочницей в виде домика неправильной формы, а также разнообразные качели, качалки и карусели. На площадке установлены скамейки для отдыха взрослых.

### Спортивная инфраструктура

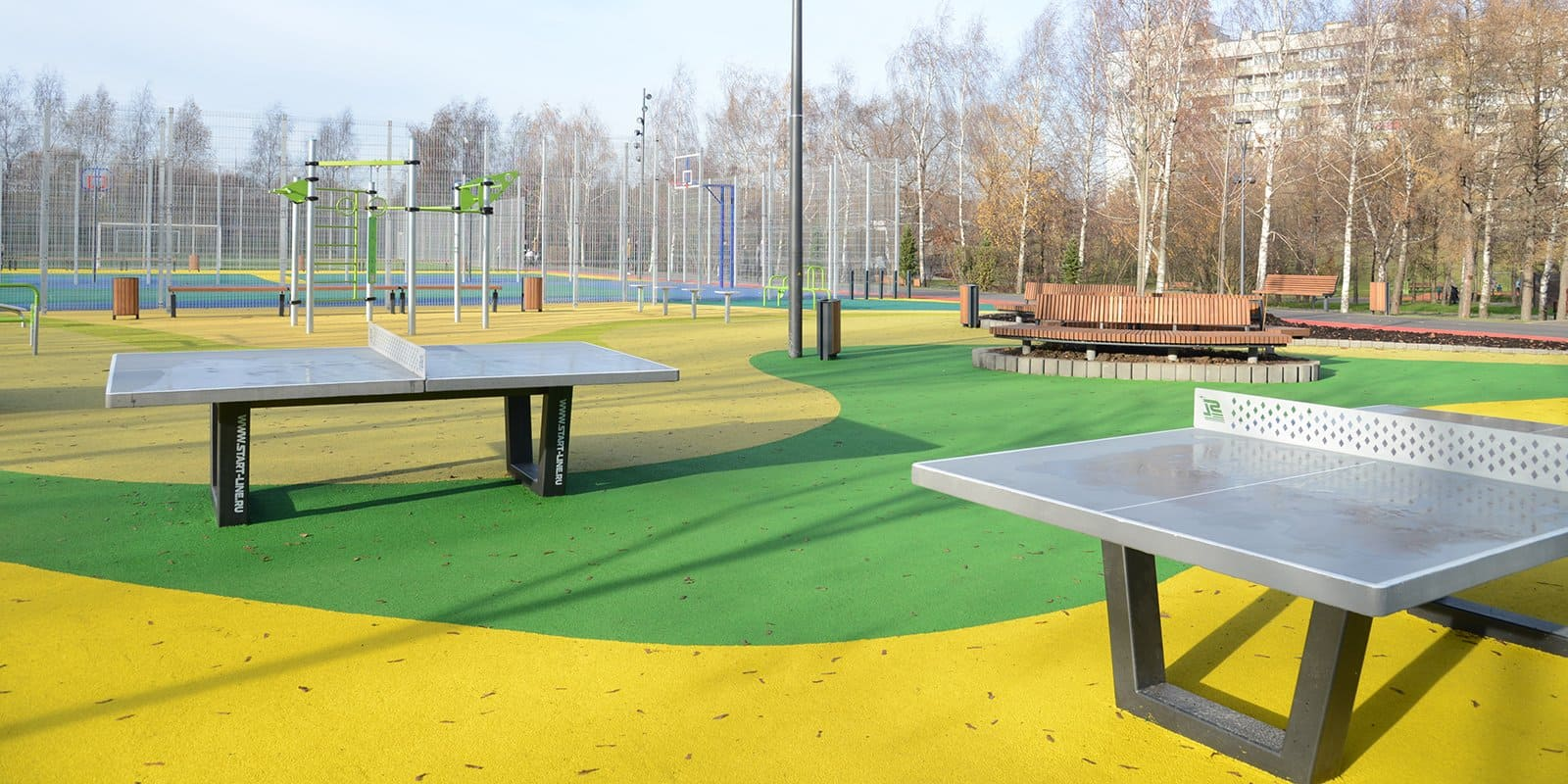
Спортивная зона в западной части парка.

В парке обустроено две спортивные зоны: одна — в западной части, у Верхнего Качаловского пруда, и вторая — у ЖК «Синяя птица».
В западной части находится зона для игры в баскетбол и волейбол, две площадки для стритбола, три стола для пинг-понга и пространство с тренажерами. Для пожилых людей установлены шахматные столы. Также есть футбольное поле с площадью игровой зоны около 2,5 тысяч м2. Его искусственное покрытие соответствует стандартам ФИФА и Российского футбольного союза.
В 2019 году по программе «Мой район» между Большим и Нижним Качаловскими прудами создали спортивный кластер. Центром обновленной территории стало реконструированное поле для игры в футбол и хоккей на траве с трибунами, рядом с которым обустроили зону с тренажерами для силовых упражнений и воркаут-площадку. Особенностью нового спорткластера стал модульный памп-трек площадью 300 м2 для велосипедистов, скейтеров и владельцев самокатов. Он расположен по адресному ориентиру: ул. Старокачаловская, д. 22 с. 1. Общая площадь спортивных площадок составляет около 5 тысяч м2.

### Фонтаны
На водной глади Верхнего и Малого Качаловских прудов обустроены плавающие фонтаны трехуровневой формы с динамической подсветкой. Из каждого бьет по 17 водных струй, максимальная высота которых составляет 11 м. Фонтаны не только украшают пруды, но и предотвращают застаивание воды и очищают ее.
В 2019 году в ходе благоустройства пешеходной зоны вдоль Бульвара Дмитрия Донского вблизи Ратной улицы появился сухой фонтан с геометрическим узором.

### Амфитеатр и сцена

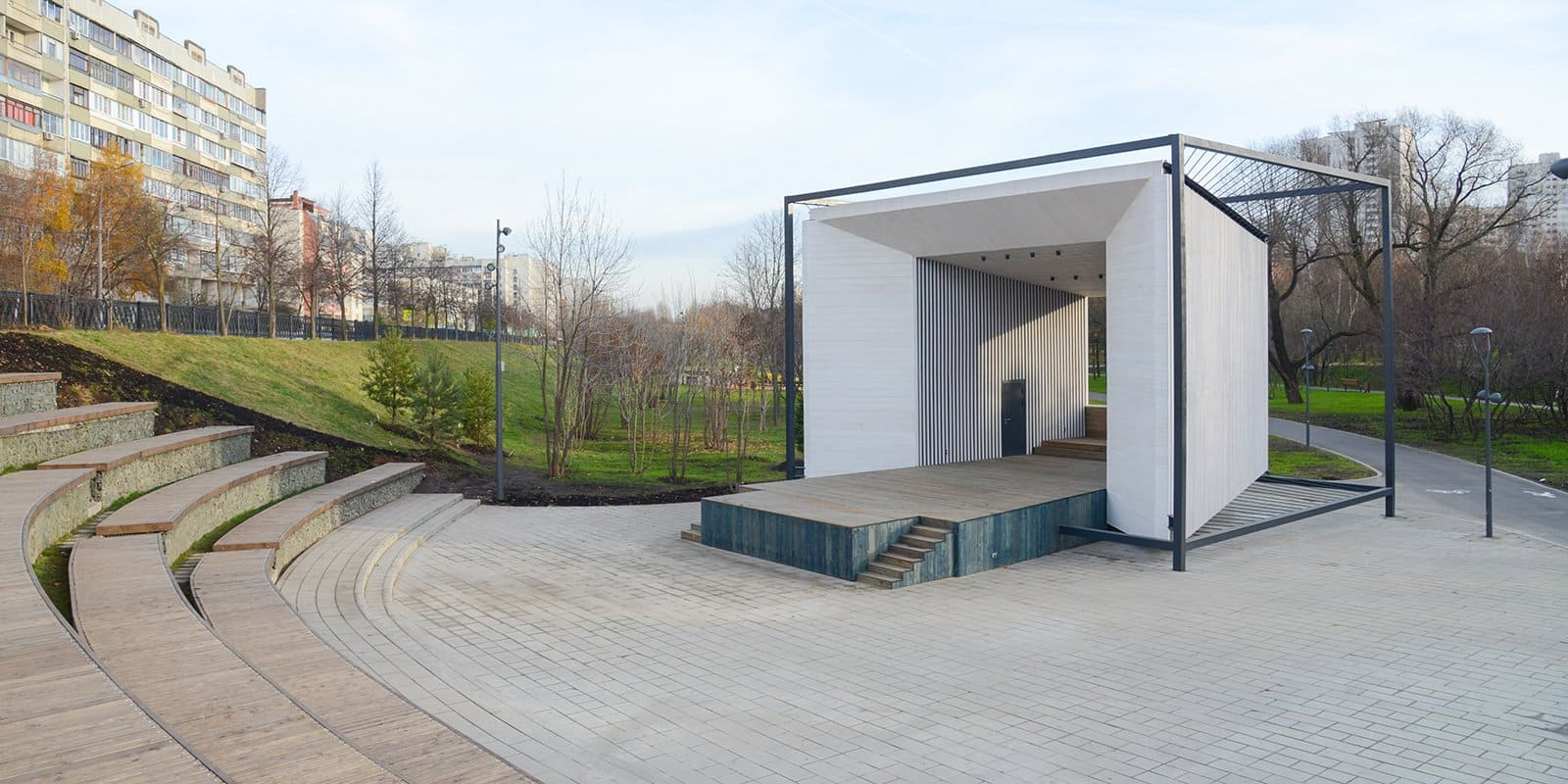
Амфитеатр и сцена в форме куба на территории парка в пойме реки Битцы.

В северо-западной части парка в пойме реки Битцы расположены амфитеатр и сцена. Они находятся в границах улиц Ратная и Куликовская. Объекты разработаны компанией ООО «МЭГЛИ ПРОЕКТ» совместно с архитектурной компанией «АрхиКом».
Амфитеатр представляет собой трибуны в 6 рядов. Сцена же служит архитектурной доминантой этой части парка и размещена в центре лужайки. Перед ней расположена площадка, которую можно использовать во время массовых мероприятий как партерную зону.
Площадь сцены составила 168 м2. Конструкция выполнена в виде металлического куба, внутри которого с помощью тросов закреплена призма сцены. Верхняя часть призмы предназначена для размещения звукового и светового оборудования. Задник служит смотровой площадкой, с которой открывается панорамный вид на парк.
В темное время суток сцена освещается наружной архитектурно-художественной подсветкой — по балкам структурного куба проходят светодиодные ленты.

### Площадка для выгула собак

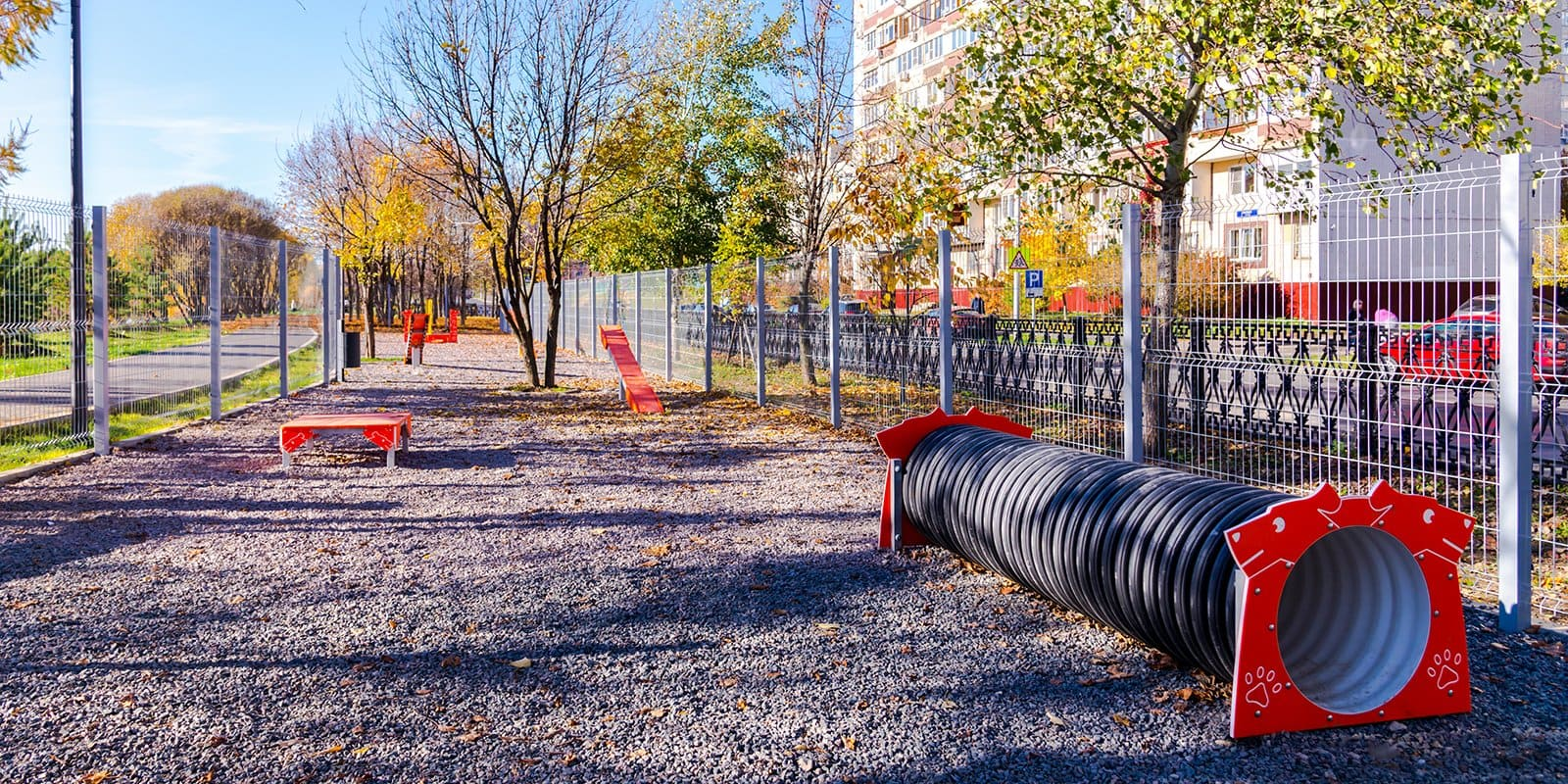
Площадка для выгула собак на территории парка в пойме реки Битцы.

Со стороны улицы Знаменские Садки напротив Верхнего Качаловского пруда оборудована площадка для выгула собак с трамплином и различными барьерами.

### Арт-объекты и памятники
В 2019 году в ходе обустройства пешеходной зоны вдоль Бульвара Дмитрия Донского в парке появилось четыре арт-объекта в форме синих шаров.
Со стороны Старокачаловской улицы установлена стела «Парк Битца», а чуть дальше — мемориал-стела павшим воинам Великой Отечественной войны.

### Навигационная система
Проект навигационной системы парка принадлежит агентству ZOLOTOgroup. Дизайн табличек вписан в общую стилистику парка и его декоративных элементов. Навигационные носители представляют собой деревянные стенды волнообразной формы с прорезями. Похожий стиль прослеживается в оформлении дорожно-тропиночной сети, детских и спортивных площадок, малых архитектурных форм.

## Награды и премии
В 2018 году проект комплексного благоустройства парка в пойме реки Битцы получил золотой диплом в номинации «Лучший реализованный объект комплексного благоустройства жилой среды» IX Российской национальной премии по ландшафтной архитектуре и садово-парковому искусству.